# 나트 도메니켈리
나트 도메니켈리(이탈리아어·영어: Hnat Domenichelli, 1976년 2월 16일~)는 캐나다 태생 스위스의 은퇴한 아이스하키 선수, 지도자이다. 현역 시절 포지션은 센터로 내셔널 하키 리그(NHL)의 하트퍼드 웨일러스, 캘거리 플레임스, 애틀랜타 스래셔스, 미네소타 와일드 소속으로 활동했다. NHL 통산 경기 267경기를 뛰었고, 이후 스위스로 건너가 스위스 아이스하키 리그인 내셔널리그 A에서 활동했다.
1996년에 캐나다 주니어 국가대표팀의 일원으로 세계 주니어 선수권 대회에서 우승했고, 2004년부터 2005년까지 캐나다 대표팀 소속으로 뛰었다. 이후 스위스로 귀화하여 2009년부터 스위스 국가대표팀 소속으로 활동했다. 스위스 국가대표로 2010년 동계 올림픽에 참가하였다.